# Lửng hôi
Chi Lửng hôi (danh pháp khoa học: Mydaus) là một chi động vật có vú trong họ Chồn hôi, bộ Ăn thịt. Chi này được F. G. Cuvier miêu tả năm 1821. Loài điển hình của chi này là Mydaus meliceps F. G. Cuvier, 1821 (= Mephitis javanensis Desmarest, 1820).

## Hình ảnh

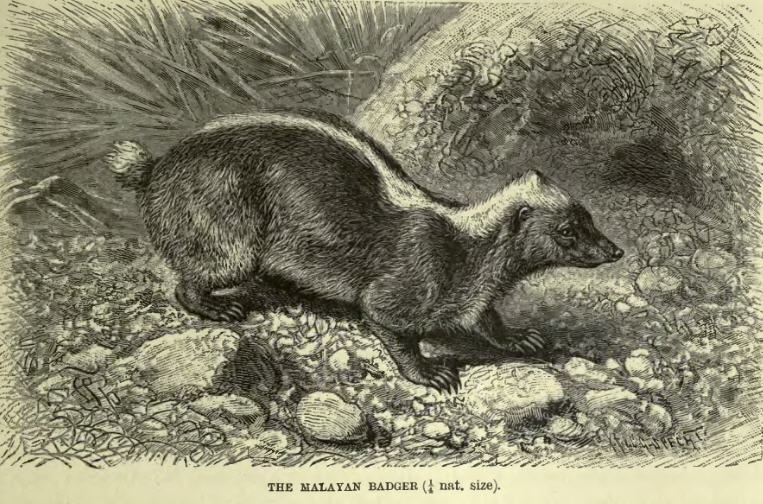
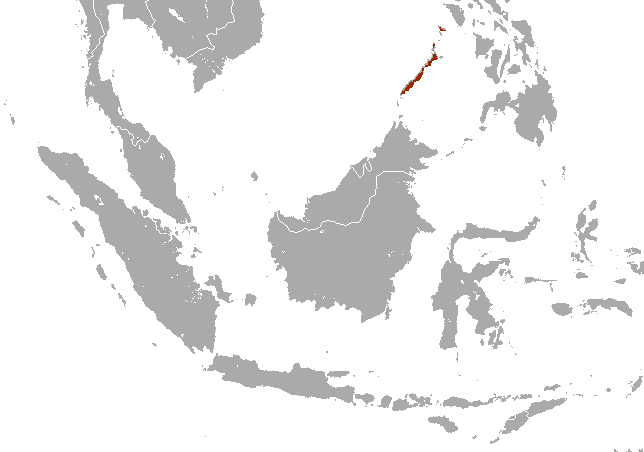
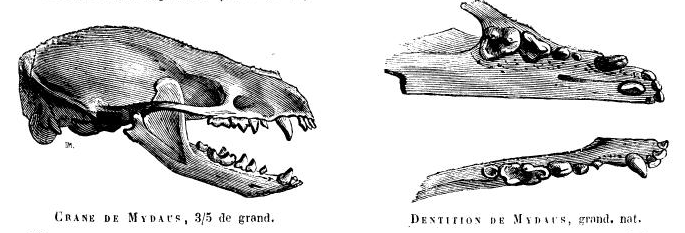

## Các loài
Chi này gồm các loài:
- Lửng hôi đảo Palawan
- Lửng hôi Sunda